# Cécile est morte (film)
Cécile est morte is een Franse misdaadfilm uit 1944 onder regie van Maurice Tourneur. Het scenario is gebaseerd op de gelijknamige roman uit 1942 van de Belgische auteur Georges Simenon.

## Verhaal
Cécile gelooft stellig dat haar leven in gevaar is. Ze vertelt de politie dat haar appartement al meermaals werd bezocht door een geheimzinnige inbreker. Niemand neemt het verhaal van Cécile ernstig. Wanneer ze kort daarna wordt vermoord, krijgt commissaris Maigret schuldgevoelens.

## Rolverdeling
| Acteur            | Personage           |
| ----------------- | ------------------- |
| Albert Préjean    | Commissaris Maigret |
| Santa Relli       | Cécile              |
| Germaine Kerjean  | Mevrouw Boynet      |
| Luce Fabiole      | Mevrouw Petitot     |
| Liliane Maigné    | Nouchi              |
| André Gabriello   | Lucas               |
| Jean Brochard     | Dandurand           |
| André Reybaz      | Gérard Pardon       |
| Yves Deniaud      | Machepied           |
| Marcel Carpentier | Dokter Pierre       |
| Marcel André      | Hoofdcommissaris    |
| Henry Bonvallet   | Onderzoeksrechter   |
| Charles Blavette  | Monfils             |